# النزله الشرقیه
النزله الشرقیه (به لاتین: An-Nazla ash-Sharqiya) یک روستا در دولت فلسطین است که در استان طولکرم واقع شده‌است. النزله الشرقیه ۱٬۶۴۷ نفر جمعیت دارد.